# Vlag van de Wereldgezondheidsorganisatie

Vlag van de Wereldgezondheidsorganisatie

De vlag van de Wereldgezondheidsorganisatie is gebaseerd op de vlag van de Verenigde Naties, aangezien de Wereldgezondheidsorganisatie een oneigenlijke gespecialiseerd organisatie van de Verenigde Naties is.
De vlag toont het logo van de Wereldgezondheidsorganisatie tussen twee vrede symboliserende olijftakken op een blauwe achtergrond. Het deel van het embleem dat samenvalt met het embleem van de Verenigde Naties is wit en de staf van Esculaap en de slang zijn goudkleurig.